# تلمبه اسلام‌آباد تنبور
تلمبه اسلام‌آباد تنبور، روستایی در دهستان نجف‌آباد از توابع بخش مرکزی شهرستان سیرجان در استان کرمان است.

## جمعیت
این روستا در دهستان نجف‌آباد قرار دارد و براساس سرشماری مرکز آمار ایران در سال ۱۳۹۵، جمعیت آن ۲۱۳ نفر (۶۵ خانوار) بوده‌است.